# Фарго (Арканзас)
Фарго (енгл. Fargo) град је у америчкој савезној држави Арканзас.

## Демографија
По попису из 2010. године број становника је 98, што је 20 (-16,9%) становника мање него 2000. године.
| Група             | 2000.      | 2010.      |
| Белци             | 63 (53,4%) | 43 (43,9%) |
| Афроамериканци    | 54 (45,8%) | 55 (56,1%) |
| Азијати           | 0 (0,0%)   | 0 (0,0%)   |
| Хиспаноамериканци | 0 (0,0%)   | 0 (0,0%)   |
| Укупно            | 118        | 98         |